# Groupe Pelloux
Le Groupe Pelloux est une entreprise française spécialisée dans l'immobilier fondée en 1960 par Louis-Gaston Pelloux.

## Chiffres clés
Corime-Groupe Pelloux et UFG se sont rapprochés pour créer le n° 1 de la gestion de SCPI :
- Capitalisation : 11,9 milliards de francs (1,81 milliard d'euros)
- SCPI gérées : 27 SCPI
- M2 gérés : 2 millions de mètres carrés
- Patrimoine immobilier : 1 300 immeubles
- Nombre de clients : 100 000 clients associés